# الأسفار القانونية الأولى
الأسفار القانونية الأولى هي أسفار العهد القديم التي ضُمّنت أيضًا في الكتاب المقدس العبري (التناخ)، والتي أصبحت تعتبر قانونية خلال فترة تكوين المسيحية الأرثوذكسية. رُفض العهد القديم برُمّته من قبل بعض أشكال الغنوصية، بينما التزم به المسيحيين اليهود بشدة أكثر من المسيحيين الأمميين. يستخدم مصطلح الأسفار القانونية الأولى عادة لتمييز هذه الأسفار عن الأسفار القانونية الثانية أو الأبوكريفا، التي "كانت موضع شك أحيانًا" من قبل البعض في الكنيسة الأولى، كما يعتبرها معظم البروتستانت غير قانونية. في معظم الأناجيل المسيحية، هناك عادةً 39 سفرًا قانونيًا أوليًا، تتوافق مع 24 سفرًا في التناخ اليهودي.

## القائمة
الأسفار القانونية الأولى هي:
- سفر التكوين
- سفر الخروج
- سفر اللاويين
- سفر العدد
- سفر التثنية
- سفر يشوع
- سفر القضاة
- سفر راعوث
- سفر صموئيل الأول
- سفر الملوك الثاني
- سفر أخبار الأيام
- سفر عزرا
- سفر نحميا
- سفر أستير
- سفر أيوب
- سفر المزامير
- سفر الأمثال
- سفر الجامعة
- سفر نشيد الأنشاد
- سفر إشعيا
- سفر إرميا
- سفر مراثي إرميا
- سفر حزقيال
- سفر دانيال
- سفر هوشع
- سفر يوئيل
- سفر عاموس
- سفر عوبديا
- سفر يونان
- سفر ميخا
- سفر ناحوم
- سفر حبقوق
- سفر صفنيا
- سفر حجي
- سفر زكريا
- سفر ملاخي